# Panoplia de Argos
La panoplia de Argos es una armadura de la Antigua Grecia, descubierta en 1953 en Argos, Grecia.

## Antecedentes
En 1953, en Argos, un equipo de excavadores franceses dirigido por el arqueólogo Paul Courbin descubrió en una tumba una panoplia de armadura de bronce, compuesta por una coraza y un casco, probablemente del último cuarto del siglo VIII a. C., aunque se ha propuesto que data de c. 750 a. C. Como tal, era notablemente anterior a los ejemplares más cercanos de armadura arcaica hallados anteriormente, la mayoría de los cuales procedían de yacimientos de Olimpia. El descubrimiento ha llevado a reinterpretar la época de la primera introducción de armaduras metálicas en Grecia.
Una de las características más llamativas de esta panoplia era la decoración de la coraza, directamente comparable —casi idéntica— a la decoración de los primeros ejemplares posteriores de Olimpia, que datan del siglo siguiente. Courbin, en su publicación de las excavaciones de Argos de 1953, también observó similitudes en la marca del arco torácico en el peto de la coraza recién desenterrada de Argos y en las estatuas de Cleobis y Bitón en Delfos.